# Pleurocrypta amphiandra
Pleurocrypta amphiandra är en kräftdjursart som beskrevs av Codreanu, Codreanu och Pike 1966. Pleurocrypta amphiandra ingår i släktet Pleurocrypta och familjen Bopyridae. Inga underarter finns listade i Catalogue of Life.